# チームA 2nd Stage「会いたかった」
『チームA 2nd Stage「会いたかった」』（チームエー セカンドステージ あいたかった）は、AKB48チームA劇場公演の2nd Stageである。
本項では、その後の別チームによる「おさがり」公演についても記述する。また、それぞれの公演を収録したCD、DVDについても記述する。

## 概要
AKB48チームAの2番目の公演演目（セットリスト）である。チームAの2ndステージ公演は、2006年4月から2006年8月まで行われた。
この演目は、2007年10月から2008年2月までAKB48チームBの2nd公演で使用されたほか、SKE48のチームKIIの1st公演・研究生公演、NMB48のチームBIIの1st公演・3期生公演、AKB48チーム8の2nd公演でも使用された。

## 公演内容

### 曲目
1. overture
（作編曲：尾澤拓実、歌：TAZ）
全AKB48公演共通である。
2. 嘆きのフィギュア
（作詞：秋元康、作曲：BluesT、編曲：秋原葉輔）
3. 涙の湘南
（作詞：秋元康、作曲：岡田実音、編曲：高島智明）
4. 会いたかった
（作詞：秋元康、作曲：BOUNCEBACK、編曲：田口智則・稲留春雄）
5. 渚のCHERRY
（作詞：秋元康、作曲：羽場仁志、編曲：影家淳）
6. ガラスの I LOVE YOU
（作詞：秋元康、作曲：太田美知彦、編曲：BluesT）
7. 恋のPLAN
（作詞：秋元康、作曲：太田美知彦、編曲：田口智則・稲留春雄）
8. 背中から抱きしめて
（作詞：秋元康、作曲：太田美知彦、編曲：秋原葉輔）
9. リオの革命
（作詞：秋元康、作編曲：後藤次利）
10. JESUS
（作詞：秋元康、作曲：太田美知彦、編曲：影家淳）
11. だけど…
（作詞：秋元康、作曲：太田美知彦、編曲：藤田哲也）
12. Dear my teacher
（作詞：秋元康、作曲：岡田実音、編曲：影家淳）

アンコール
1. 未来の扉
（作詞：秋元康、作曲：太田美知彦、編曲：藤田哲也）
2. AKB48
（作詞：秋元康、作曲：渡辺未来、編曲：高梨康治）
3. スカート、ひらり
（作詞：秋元康、作曲：岡田実音、編曲：梅堀淳）

SKE48チームKII 1st公演では、「overture」がSKE ver.、「AKB48」が「SKE48」となる。「会いたかった」では、最初の歌い出しの前に「KII（ケー、ツー）!」の掛け声が入る。
- overture（SKE48 ver.）
（作編曲：尾澤拓実、歌：TAZ）
- SKE48
（作詞：秋元康、作曲：渡辺未来、編曲：高梨康治）

NMB48 チームBII 1st公演では、「overture」がNMB ver.、「AKB48」が「NMB48」となる。「スカート、ひらり」の位置に「アーモンドクロワッサン計画」が入り、その後「チームBIIメドレー」が追加される。また「会いたかった」では、イントロ後に「BII（ビー、ツー）!」の掛け声が入る。
- overture（NMB48 ver.）
（作編曲：尾澤拓実、歌：TAZ）
- NMB48
（作詞：秋元康、作曲：渡辺未来、編曲：高梨康治）
- アーモンドクロワッサン計画
（作詞：秋元康、作曲：草野よしひろ、編曲：清水哲平）

AKB48チーム8 2nd公演では、「Dear my teacher」が「桜の花びらたち」、「AKB48」が「ニッポン48」（「AKB48」のチーム8バージョン）、「スカート、ひらり」が「47の素敵な街へ」となる。また、ダブルアンコールが用意されている。
- 桜の花びらたち
（作詞：秋元康、作曲：上杉洋史、編曲：樫原伸彦）
- 47の素敵な街へ
（作詞：秋元康、作曲：Sungho）

ダブルアンコール
- 一生の間に何人と出逢えるのだろう
（作詞：秋元康、作曲：近藤圭一、編曲：野中"まさ"雄一）
- 挨拶から始めよう
（作詞：秋元康、作編曲：木村有希）
- 制服の羽根
（作詞：秋元康、作編曲：若田部誠）

※2016年11月12日・13日公演では「一生の間に何人と出逢えるのだろう」が「ハイテンション」に差し替えられた。
- ハイテンション
（作詞：秋元康、作曲：シライシ紗トリ）

### 演出
- 振り付け担当：夏まゆみ
- 「渚のCHERRY」では4人のユニットで披露されるが、センターで歌うメンバーが黄色、残りの3人は水色の衣装を着用しており、明確にセンターを務めるメンバーが分かるようになっている。初めて明確にセンター制が導入された曲であり、当初にセンターとして想定されたのは前田敦子である。もっとも、前田は全く乗り気ではなく、レコーディングの際も「何故一人で歌わなければならないのか」と悩み続けたという[1]。秋元康は2018年6月20日未明放送の『吉本坂46が売れるまでの全記録』（テレビ東京）で、「（レコーディング中に）マネージャーから、“（スタジオに秋元さんが入ると）荒れそうなんで入らないで下さい”と言われた」と当時の状況を述べている[2]。
  - 本来の公演（研究生公演を除く）でセンターを務めたのは前田のほか、渡辺麻友・向田茉夏・薮下柊だが、コンサートなどで黄色い衣装を着てこの曲のセンターを務めたことがあるメンバーとしては、浦野一美・篠田麻里子・小野恵令奈・藤江れいな・松井珠理奈・松井玲奈・島崎遥香・市川美織・加藤玲奈・千葉恵里[3]などがいる。
- 「リオの革命」では、間奏部分に英語のセリフが入るが、これは英会話が得意で留学経験のある川崎希が考えたものである。
- 「背中から抱きしめて」では赤い衣装を着た7人のメンバーが登場し、「リオの革命」からは青い衣装を着た5人（チームA公演では7人）のメンバーが合流、「JESUS」からは緑の衣装を着た4人（チームA公演では6人）が合流し、全員で歌唱する。
- 本編のラストは、チームAによる公演開始当初は「桜の花びらたち」で固定されていたが、ほどなくして事実上のサプライズ枠となり、「Dear my teacher」、「Partyが始まるよ」、「青空のそばにいて」、「毒リンゴを食べさせて」も取り上げられた。

## AKB48 チームA 2nd Stage「会いたかった」公演
公演期間
2006年4月15日 - 8月11日
出演メンバー
板野友美・浦野一美・大江朝美・大島麻衣・折井あゆみ・川崎希・小嶋陽菜・駒谷仁美・佐藤由加理・篠田麻里子・高橋みなみ・戸島花・中西里菜・成田梨紗・平嶋夏海・星野みちる・前田敦子・増山加弥乃・峯岸みなみ・渡邊志穂
ユニット曲担当
- 1stユニット
  - 嘆きのフィギュア（板野・高橋・中西・前田）
  - 涙の湘南（大島・折井・佐藤・篠田・渡邊）
  - 渚のCHERRY（前田・峯岸・平嶋・増山）　※前田がメインで歌っている。
  - ガラスの I LOVE YOU（板野・高橋・中西・成田）
  - 恋のPLAN（浦野・大江・川崎・小嶋・駒谷・戸島・星野）
  - 背中から抱きしめて（板野・大島・小嶋・篠田・高橋・中西・前田）
  - リオの革命（板野・浦野・大島・折井・川崎・小嶋・篠田・高橋・中西・平嶋・星野・前田・増山・峯岸）

- 2ndユニット
  - 涙の湘南（大島・折井・小嶋・佐藤・篠田）

その他は1stユニットと同じ。「リオの革命」の英語パートは、川崎が担当した。

## AKB48 チームB 2nd Stage「会いたかった」公演
公演期間
2007年10月7日 - 2008年2月21日
出演メンバー
井上奈瑠・浦野一美・多田愛佳・柏木由紀・片山陽加・菊地彩香・佐伯美香・早乙女美樹・田名部生来・仲川遥香・仲谷明香・野口玲菜・平嶋夏海・松岡由紀・米沢瑠美・渡辺麻友
※佐伯は2008年2月3日に研究生から昇格。
ユニット曲担当
- 嘆きのフィギュア（渡辺・仲谷・多田・菊地）
- 涙の湘南（井上・浦野・柏木・片山・米沢）
- 渚のCHERRY（渡辺・早乙女・田名部・米沢）　※渡辺がメインで歌っている。
- ガラスの I LOVE YOU（多田・菊地・仲川・平嶋）
- 恋のPLAN（柏木・片山・仲谷・井上・野口・松岡・佐伯）
- 背中から抱きしめて（多田・柏木・菊地・仲川・仲谷・平嶋・渡辺）
- リオの革命（浦野・多田・柏木・片山・菊地・仲川・仲谷・平嶋・米沢・渡辺・井上・松岡）

「リオの革命」の英語部分は、松岡が担当した。

- スカート、ひらり（全員、スカひら隊：多田、平嶋、仲川、渡辺、菊地、片山、柏木）

## SKE48 チームKII 1st Stage「会いたかった」公演
公演期間
2009年6月13日 - 11月29日
出演メンバー
赤枝里々奈、井口栞里、石田安奈、市原佑梨、内山命、加藤智子、鬼頭桃菜、斉藤真木子、佐藤聖羅、佐藤実絵子、高柳明音、古川愛李、前田栄子、松本梨奈、向田茉夏、山田澪花
※前田栄子は最終日でSDN48へ移籍。市原佑梨は翌日卒業。

ユニット曲担当
- 嘆きのフィギュア（斉藤、高柳、向田、山田）
- 涙の湘南（市原、鬼頭、佐藤実、古川、前田）
- 渚のCHERRY（市原、井口、加藤、向田）　※向田がメインで歌っている。
- ガラスの I LOVE YOU（石田、斉藤、松本、山田）
- 恋のPLAN（赤枝、内山、鬼頭、佐藤聖、高柳、古川、前田）
- 背中から抱きしめて（石田、斉藤、高柳、古川、松本、向田、山田）
- リオの革命（石田、市原、内山、鬼頭、斉藤、佐藤実、高柳、古川、前田、松本、向田、山田）

「リオの革命」の英語部分は、佐藤実が担当した。

## SKE48 研究生公演「会いたかった」
公演期間
2012年2月27日 - 2013年12月23日
本公演開始によって、本公演開始前から公演が行われていた「PARTYが始まるよ」公演と本公演の二公演を並行して行う形態となった。新劇場完成後は本公演のみの実施形態となったが、およそ3か月の間（2012年12月23日の公演から2013年3月20日の公演まで）は、出演対象の研究生の人数が16人を下回っていたため、毎回正規チームから2 - 3人がサポートメンバーとして出演していた。2013年3月26日の公演より一部6期生の出演が始まり、2013年4月20日より6期生のみで行う研究生公演も開始された。

出演メンバー
井口栞里・市野成美・犬塚あさな・今出舞・岩永亞美・内山命・江籠裕奈・大脇有紗・荻野利沙・鬼頭桃菜・小林絵未梨・斉藤真木子・菅なな子・新土居沙也加・日置実希・藤本美月・二村春香・古畑奈和・松村香織・水埜帆乃香・宮前杏実・山田みずほ・青木詩織・東李苑・井田玲音名・折戸愛彩・鎌田菜月・北川綾巴・北野瑠華・北原侑奈・熊崎晴香・後藤真由子・佐々木柚香・空美夕日・竹内彩姫・野口由芽・日高優月・矢野杏月・山田樹奈・山本由香
※今出は2012年5月31日の公演を以て卒業。井口・内山・鬼頭・斉藤・菅・古畑は2012年8月29日付で昇格。小林絵は2013年4月19日の公演を最後に、藤本は2013年4月29日の公演を最後に、同5月6日に卒業。
サポートメンバーとして出演：加藤るみ・木下有希子・中西優香・阿比留李帆・井口栞里・後藤理沙子・佐藤実絵子・磯原杏華・内山命・梅本まどか・金子栞・小林亜実・柴田阿弥・竹内舞・都築里佳・古畑奈和・山下ゆかり

ユニット曲担当　（2012年8月まで）→（2012年12月以降）
- 嘆きのフィギュア（菅、斉藤、藤本、古畑）→（宮前、二村、新土居、岩永）
- 涙の湘南（井口、今出、内山、鬼頭、小林絵）→（大脇、山田み、藤本、松村、市野）
- 渚のCHERRY（井口、荻野、水埜、山田み）→（二村、日置、松村、サポートメンバー）　※山田み、二村がそれぞれメインで歌っている。　
- ガラスの I LOVE YOU（江籠、斉藤、菅、古畑）→（江籠、新土居、小林絵、宮前）
- 恋のPLAN（犬塚、内山、鬼頭、小林絵、日置、藤本、松村）→（犬塚、荻野、藤本、水埜、山田み、岩永、市野）
- 背中から抱きしめて（今出、江籠、鬼頭、斉藤、菅、藤本、古畑）→（江籠、岩永、宮前、藤本、二村、新土居、小林絵）
- リオの革命（井口、今出、内山、江籠、鬼頭、小林絵、斉藤、菅、日置、藤本、古畑、山田み）→（大脇、江籠、小林絵、岩永、二村、松村、市野、日置、藤本、荻野、新土居、山田み）

## NMB48 3期生公演「会いたかった」
公演期間
2012年4月29日 - 10月6日
出演メンバー
赤澤萌乃、石塚朱莉、植田碧麗、加藤夕夏、上枝恵美加、日下このみ、久代梨奈、黒川葉月、河野早紀、佐々木七海、高山梨子、久田莉子、三浦亜莉沙、室加奈子、薮下柊、山内つばさ
※3期生22名（公演開始時点）から16名が選抜されて出演している。佐々木は7月7日に卒業。

ユニット曲担当
- 嘆きのフィギュア（加藤、佐々木、室、薮下）
- 涙の湘南（植田、上枝、久代、久田、山内）
- 渚のCHERRY（加藤、日下、河野、高山）　※加藤がメインで歌っている。
- ガラスの I LOVE YOU（赤澤、久代、久田、薮下）
- 恋のPLAN（石塚、上枝、日下、黒川、河野、高山、山内）
- 背中から抱きしめて（赤澤、薮下、久代、室、黒川、加藤、佐々木）
- リオの革命（赤澤、薮下、久代、室、黒川、加藤、佐々木、久田、植田、三浦、山内、上枝）

「リオの革命」の英語部分は、上枝が担当した。

## NMB48 チームBII 1st Stage「会いたかった」公演
公演期間
2012年10月10日 - 2013年10月17日
出演メンバー
赤澤萌乃、石塚朱莉、井尻晏菜、植田碧麗、梅原真子、太田夢莉、加藤夕夏、上枝恵美加、日下このみ、久代梨奈、黒川葉月、河野早紀、小林莉加子、室加奈子、薮下柊、山内つばさ
ユニット曲担当
- 嘆きのフィギュア（黒川、加藤、室、薮下）
- 涙の湘南（上枝、赤澤、久代、山内、小林）
- 渚のCHERRY（薮下、石塚、河野、梅原）　※薮下がメインで歌っている。
- ガラスの I LOVE YOU（山内、久代、太田、赤澤）
- 恋のPLAN（加藤、日下、黒川、井尻、河野、梅原、小林）
- 背中から抱きしめて（薮下、久代、加藤、室、植田、上枝、石塚）
- リオの革命（薮下、久代、加藤、室、植田、上枝、石塚、小林、赤澤、日下、黒川、山内）

「リオの革命」の英語部分は、山内が担当した。

## AKB48 チーム8「会いたかった」公演
公演期間
2015年9月5日 - 2017年8月20日
初日公演の出演メンバーは、『AKB48 ネ申テレビ シーズン19』（ファミリー劇場）で放送された「チーム8合宿2015夏」にて選出され、センターポジションは倉野尾成美が務めた。
出演メンバー
阿部芽唯・歌田初夏・太田奈緒・大西桃香・岡部麟・小栗有以・小田えりな・北玲名・行天優莉奈・倉野尾成美・近藤萌恵里・坂口渚沙・佐藤朱・佐藤栞・佐藤七海・下尾みう・清水麻璃亜・下青木香鈴・高岡薫・髙橋彩音・谷優里・谷川聖・長久玲奈・寺田美咲・中野郁海・永野芹佳・橋本陽菜・服部有菜・濵咲友菜・濵松里緒菜・早坂つむぎ・左伴彩佳・人見古都音・廣瀬なつき・福地礼奈・本田仁美・宮里莉羅・舞木香純・谷口もか・山田菜々美・山本亜依・山本瑠香・横道侑里・横山結衣・吉川七瀬・吉野未優・吉田華恋
※阿部・北・行天・佐藤朱・下尾・中野・永野・濵・濵松・山本瑠は2015年11月14日の公演から、坂口・高岡・谷川・人見・舞木・吉野は2015年11月22日の公演から、長・橋本・服部・山本亜は2016年1月30日の公演から、佐藤栞・左伴は2016年2月11日の公演から、岡部・小栗・小田は2016年2月14日の公演から、谷・宮里・山田・吉田は2016年2月21日の公演から、歌田は2017年1月28日の公演から、寺田は2017年5月5日の公演からそれぞれ参加。
※山本亜は2016年5月1日の卒業公演を最後に、同年5月7日に卒業。北・近藤は2016年10月8日の卒業公演をもって卒業。吉野は2017年1月29日の卒業公演をもって卒業。福地は2017年5月6日の卒業公演を最後に、同年5月13日に卒業。谷は2017年5月28日の卒業公演を最後に、同年6月24日卒業。濵松は2017年7月2日の卒業公演をもって卒業、阿部は2017年8月20日の卒業公演をもって卒業。
※公演開始時点でチーム8メンバーだった岩崎萌花・藤村菜月は、本公演に1度も出演することなく卒業した。
※チーム8メンバーのうち、川原美咲・髙橋彩香・野田陽菜乃・平野ひかる・山田杏華の5人は本公演に出演していない。

## スタジオ収録CD
公演曲を公演メンバーがスタジオ収録したものである。

### チームA 2nd Stage「会いたかった」（CD）
ジャケット写真（表・再発盤）：小嶋陽菜
収録メンバー
板野友美・浦野一美・大江朝美・大島麻衣・折井あゆみ・川崎希・小嶋陽菜・駒谷仁美・佐藤由加理・篠田麻里子・高橋みなみ・戸島花・中西里菜・成田梨紗・平嶋夏海・星野みちる・前田敦子・増山加弥乃・峯岸みなみ・渡邊志穂
収録曲
1. overture
2. 嘆きのフィギュア（歌：板野・高橋・中西・前田）
3. 涙の湘南（歌：大島・折井・佐藤・篠田・渡邊）
4. 会いたかった
5. 渚のCHERRY（歌：前田・峯岸・平嶋・増山）
6. ガラスの I LOVE YOU（歌：板野・高橋・中西・成田）
7. 恋のPLAN（歌：浦野・大江・川崎・小嶋・駒谷・戸島・星野）
8. 背中から抱きしめて（歌：板野・大島・小嶋・篠田・高橋・中西・前田）
9. リオの革命（歌：板野・浦野・大島・折井・川崎・小嶋・篠田・高橋・中西・平嶋・星野・前田・増山・峯岸）
10. JESUS
11. だけど…
12. 未来の扉

Disc 2は、各楽曲のオフヴォーカルバージョン（2013年再発盤のみ）。

### チームB 2nd Stage「会いたかった」（CD）
収録メンバー
井上奈瑠・浦野一美・多田愛佳・柏木由紀・片山陽加・菊地彩香・早乙女美樹・田名部生来・仲川遥香・仲谷明香・野口玲菜・平嶋夏海・松岡由紀・米沢瑠美・渡邊志穂・渡辺麻友
収録曲
1. overture
2. 嘆きのフィギュア（歌：渡辺・仲谷・多田・菊地）
3. 涙の湘南（歌：井上・浦野・柏木・片山・米沢）
4. 会いたかった
5. 渚のCHERRY（歌：渡辺・早乙女・田名部・米沢）
6. ガラスの I LOVE YOU（歌：多田・菊地・仲川・平嶋）
7. 恋のPLAN（歌：柏木・片山・仲谷・井上・野口・松岡・渡邊）
8. 背中から抱きしめて（歌：多田・柏木・菊地・仲川・仲谷・平嶋・渡辺）
9. リオの革命（歌：浦野・多田・柏木・片山・菊地・仲川・仲谷・平嶋・米沢・渡辺・井上・松岡）
10. JESUS
11. だけど…
12. 桜の花びらたち
13. 未来の扉
14. AKB48
15. スカート、ひらり

Disc 2は、各楽曲のオフヴォーカルバージョン。

### Team KII 1st「会いたかった」
収録メンバー
赤枝里々奈、井口栞里、石田安奈、市原佑梨、内山命、加藤智子、鬼頭桃菜、斉藤真木子、佐藤聖羅、佐藤実絵子、高柳明音、古川愛李、前田栄子、松本梨奈、向田茉夏、山田澪花
収録曲
1. overture(SKE48 ver.)
2. 嘆きのフィギュア（歌：斉藤、高柳、向田、山田）
3. 涙の湘南（歌：鬼頭、佐藤実、古川、前田、市原）
4. 会いたかった
5. 渚のCHERRY（歌：井口、加藤智、向田、市原）
6. ガラスの I LOVE YOU（歌：石田、斉藤、松本、山田）
7. 恋のPLAN（歌：赤枝、内山、鬼頭、佐藤聖、高柳、古川、前田栄）
8. 背中から抱きしめて（歌：石田、斉藤、高柳、古川、松本、向田、山田）
9. リオの革命（歌：石田、内山、鬼頭、斉藤、佐藤実、高柳、古川、松本、向田、山田、前田、市原）
10. JESUS
11. だけど…
12. 桜の花びらたち
13. 未来の扉
14. SKE48
15. スカート、ひらり
16. Dear my teacher

### Team BII 1st Stage「会いたかった」
収録メンバー
赤澤萌乃、石塚朱莉、井尻晏菜、植田碧麗、梅原真子、太田夢莉、加藤夕夏、上枝恵美加、日下このみ、久代梨奈、黒川葉月、河野早紀、小林莉加子、室加奈子、薮下柊、山内つばさ
収録曲
1. overture
2. 嘆きのフィギュア（歌：黒川、加藤、室、薮下）
3. 涙の湘南（歌：上枝、赤澤、久代、山内、小林）
4. 会いたかった
5. 渚のCHERRY（歌：薮下、石塚、河野、梅原）
6. ガラスの I LOVE YOU（歌：山内、久代、太田、赤澤）
7. 恋のPLAN（歌：加藤、日下、黒川、井尻、河野、梅原、小林）
8. 背中から抱きしめて（歌：薮下、久代、加藤、室、植田、上枝、石塚）
9. リオの革命（歌：薮下、久代、加藤、室、植田、上枝、石塚、小林、赤澤、日下、黒川、山内）
10. JESUS
11. だけど…
12. 桜の花びらたち
13. 未来の扉
14. NMB48
15. スカート、ひらり

## 劇場公演DVD

### チームA 2nd Stage「会いたかった」（DVD）
収録メンバー
板野友美・浦野一美・大江朝美・大島麻衣・折井あゆみ・川崎希・小嶋陽菜・駒谷仁美・佐藤由加理・篠田麻里子・高橋みなみ・戸島花・中西里菜・成田梨紗・平嶋夏海・星野みちる・前田敦子・増山加弥乃・峯岸みなみ・渡邊志穂
収録曲
1. overture
2. 嘆きのフィギュア（歌：高橋・前田・板野・中西）
3. 涙の湘南（歌：大島・折井・小嶋・佐藤・篠田）
4. 会いたかった
5. 渚のCHERRY（歌：前田・峯岸・平嶋・増山）
6. ガラスの I LOVE YOU（歌：板野・高橋・中西・成田）
7. 恋のPLAN（歌：浦野・大江・川崎・小嶋・駒谷・戸島・星野）
8. 背中から抱きしめて（歌：板野・大島・小嶋・篠田・高橋・中西・前田）
9. リオの革命（歌：板野・浦野・大島・折井・川崎・小嶋・篠田・高橋・中西・平嶋・星野・前田・増山・峯岸）
10. JESUS
11. だけど…
12. Dear my teacher
13. 未来の扉
14. AKB48
15. スカート、ひらり

### チームB 2nd Stage「会いたかった」（DVD）
収録メンバー
井上奈瑠・浦野一美・多田愛佳・柏木由紀・片山陽加・菊地彩香・佐伯美香・早乙女美樹・田名部生来・仲川遥香・仲谷明香・野口玲菜・平嶋夏海・松岡由紀・米沢瑠美・渡辺麻友
収録曲
1. overture
2. 嘆きのフィギュア（歌：渡辺・仲谷・多田・菊地）
3. 涙の湘南（歌：井上・浦野・柏木・片山・米沢）
4. 会いたかった
5. 渚のCHERRY（歌：渡辺・早乙女・田名部・米沢）
6. ガラスの I LOVE YOU（歌：多田・菊地・仲川・平嶋）
7. 恋のPLAN（歌：柏木・片山・仲谷・井上・野口・松岡・佐伯）
8. 背中から抱きしめて（歌：多田・柏木・菊地・仲川・仲谷・平嶋・渡辺）
9. リオの革命（歌：浦野・多田・柏木・片山・菊地・仲川・仲谷・平嶋・米沢・渡辺・井上・松岡）
10. JESUS
11. だけど…
12. 桜の花びらたち
13. 未来の扉
14. AKB48
15. スカート、ひらり
16. Dear my teacher

### SKE48 チームKII 1st 「会いたかった」（DVD）
収録メンバー
赤枝里々奈、井口栞里、石田安奈、内山命、加藤智子、鬼頭桃菜、斉藤真木子、佐藤聖羅、佐藤実絵子、高柳明音、古川愛李、松本梨奈、向田茉夏、山田澪花、前田栄子、市原佑梨
収録曲
1. overture
2. 嘆きのフィギュア（歌：斉藤、高柳、向田、山田）
3. 涙の湘南（歌：鬼頭、佐藤実、古川、前田、市原）
4. 会いたかった
5. 渚のCHERRY（歌：井口、加藤、向田、市原）
6. ガラスの I LOVE YOU（歌：石田、斉藤、松本、山田）
7. 恋のPLAN（歌：赤枝、内山、鬼頭、佐藤聖、高柳、古川、前田）
8. 背中から抱きしめて（歌：石田、斉藤、高柳、古川、松本、向田、山田）
9. リオの革命（歌：石田、内山、鬼頭、斉藤、佐藤実、高柳、古川、松本、向田、山田、前田、市原）
10. JESUS
11. だけど…
12. 桜の花びらたち
13. 未来の扉
14. SKE48
15. スカート、ひらり
16. Dear my teacher
17. RIVER

特典映像
SKE48（Team KII）体力測定

### NMB48 チームBII 1st Stage「会いたかった」（DVD）
DVDの監督は須永秀明、Disc 2はチームBII 2013年9月13日の「PARTYが始まるよ」サプライズ公演。
収録メンバー
赤澤萌乃、石塚朱莉、井尻晏菜、植田碧麗、梅原真子、太田夢莉、加藤夕夏、上枝恵美加、日下このみ、久代梨奈、黒川葉月、河野早紀、小林莉加子（Disc.2のみ）、室加奈子、薮下柊、山内つばさ、三浦亜莉沙（研究生、Disc.1のみ）
収録曲
- Disc.1

1. overture
2. 嘆きのフィギュア（歌：黒川、加藤、室、薮下）
3. 涙の湘南（歌：上枝、赤澤、久代、山内、三浦）
4. 会いたかった
5. 渚のCHERRY（歌：薮下、石塚、河野、梅原）
6. ガラスの I LOVE YOU（歌：山内、久代、太田、赤澤）
7. 恋のPLAN（歌：加藤、日下、黒川、井尻、河野、梅原、三浦）
8. 背中から抱きしめて（歌：薮下、久代、加藤、室、植田、上枝、石塚）
9. リオの革命（歌：薮下、久代、加藤、室、植田、上枝、石塚、小林、赤澤、日下、黒川、山内）
10. JESUS
11. だけど…
12. 桜の花びらたち
13. 未来の扉
14. NMB48
15. アーモンドクロワッサン計画
16. カモネギックス
17. メドレー

1. 北川謙二
2. ヴァージニティー
3. 三日月の背中
4. 青春のラップタイム

- Disc 2

1. overture
2. PARTYが始まるよ
3. Dear my teacher
4. 毒リンゴを食べさせて
5. スカート、ひらり（歌：赤澤、太田、加藤、久代、薮下）
6. クラスメイト（歌：植田、梅原、黒川、河野）
7. あなたとクリスマスイブ（歌とピアノ：薮下、歌：室）
8. キスはだめよ（歌：井尻、加藤、山内）
9. 星の温度（歌：石塚、上枝、日下、小林）
10. 桜の花びらたち
11. 青空のそばにいて
12. アーモンドクロワッサン計画
13. NMB48
14. スカート、ひらり（アンコールver.）
15. カモネギックス
16. 届かなそうで届くもの

## セルフカバーなど
- Dear my teacher（AKB48インディーズ1stシングル・カップリング）
- スカート、ひらり（AKB48インディーズ2ndシングル）
- 会いたかった（AKB48 1stシングル）
- だけど…（AKB48 1stシングル・カップリング）